# Majorité relative
La majorité relative, ou majorité simple, résulte du plus grand nombre des voix ou de sièges obtenus pour un concurrent par rapport aux autres concurrents. Le terme est le plus souvent utilisé dans le cadre d'une élection ou d'une assemblée générale.
Un vote à la majorité simple, tel le scrutin uninominal majoritaire à un tour, ne nécessite donc pas d'obtenir plus de la moitié des suffrages exprimés, à la différence d'un vote à la majorité absolue, tel le second tour d'un scrutin uninominal majoritaire à deux tours. Par exemple, lors d'une élection opposant les candidats A, B et C : si A obtient 10 voix, B 8 voix, et C 7 voix, alors A possède la majorité relative mais pas la majorité absolue, qui est de 13 voix. 
La majorité absolue peut être atteinte lors d'un vote à la majorité simple, mais elle n'est pas requise. 
Dans le cas où un vote requiert un seuil supérieur encore à la moitié des suffrages exprimés, on parle de majorité qualifiée, par exemple pour une majorité des deux tiers ou des trois cinquièmes des voix.